# C18H26N2O2
化学式C18H26N2O2（摩尔质量：302.41 g/mol）可能指：
- 4-AcO-DiPT，CAS号：936015-60-0
- 4-AcO-DPT，CAS号：1445751-75-6
- 3,4-二氢-5-哌啶基丁氧基异喹啉酮（DPQ），CAS号：129075-73-6
- 2,5-二(环己氨基)对苯醌，CAS号：1653-85-6

|  | 这个同类索引页列出了具有相同分子式的化学物（即同分異構體）条目。 除非您是有意链接至本页，否则应将相应条目的内部链接指向正确的条目。 |